# Prat de l'Asfòdel
El Prat de l'Asfòdel (en grec antic ἀσφοδελὸς λειμών asphodelòs leimṓn) és una secció de l'Hades (inframon grec) de la mitologia grega on anaven a parar les ànimes mortals per viure-hi després de la mort.
Es pot trobar una descripció del Prat de l'Asfòdel a l'Odissea d'Homer. Ell mateix explica que la praderia del més enllà està coberta d'asfòdels en un fragment protagonitzat per Aquil·les: "El fantasma d'Aquil·les marxava fent passes llargues sobre el Prat de l'Asfòdel."
El Prat de l'Asfòdel es trobava en una zona neutral de l'inframon. Era on anaven a parar les ànimes d'aquells que havien viscut vides que no eren ni virtuoses ni malvades, en una mena de monotonia eterna. Malgrat la pretesa neutralitat d'aquest prat, tenia certes connotacions negatives, ja que les ànimes que allí s'hi destinaven no gaudien dels plaers dels Camps Elisis. Això podria ser així per assegurar que la població grega s'allistés a l'exèrcit en lloc de mantenir-se en la inactivitat. Els asfòdels servien d'aliment per a les ànimes que habitaven la prada.